# 바르도 조약
바르도 조약(프랑스어: Traité du Bardo, 아랍어: معاهدة باردو) 또는 크사르 사이드 조약은 프랑스의 튀니지 보호국을 수립했으며 제2차 세계 대전까지 지속되었다. 이 조약은 1881년 5월 12일 프랑스와 튀니지 베이 무함마드 아스사디크의 대표자들 사이에 체결되어 튀니지를 프랑스 총독의 통제하에 두었다.
이 조약은 프랑스가 질서를 재확립하고 내부 반대파로부터 베이를 보호한다는 명목으로 특정 지리적 지역을 통제할 수 있게 했으며, 튀니지의 외교 정책 결정을 프랑스에 맡겼다. 이후 1883년 6월 8일 라마르사 협약은 프랑스에게 튀니지의 국내 문제에 개입할 권리를 부여했다. 따라서 총독의 절대 권한에 종속된 튀니지는 대외적으로 뿐만 아니라 실제로는 국내 문제에서도 거의 모든 자율성을 잃었다.

## 이름
이 조약의 이름은 튀니스 궁정의 거주지였던 르바르도의 크사르 사이드 궁전에서 유래했는데, 이곳은 후세인 베이들이 18세기 초에 자리를 잡았던 곳이다.

## 배경
튀니지의 크루미르 부족이 알제리를 침입한 사건은 1881년 4월 프랑스 군대가 튀니지를 침공하는 구실이 되었다. 프랑스 외무장관 쥘 페리는 약 36,000명의 프랑스 원정군을 파견하여 크루미르 부족을 격파했다. 프랑스는 크루미르 부족이나 아스사디크로부터 거의 저항을 받지 않았다. 결국, 프랑스는 조약 체결 후 군대를 철수했다. 군사 점령은 일시적인 것으로 명시되었다.

## 자료
- 세계 역사 백과사전 (2001)

## 더 읽어보기
- Ling, Dwight L. "Paul Cambon, Coordinator of Tunisia." The Historian 19.4 (1957): 436–455.